# Francesco Duzioni
Francesco Duzioni (Verdello, 13 maggio 1929 – Verdello, 4 luglio 2022) è stato un calciatore e allenatore di calcio italiano, di ruolo centrocampista.

## Carriera

### Calciatore
Ha legato la sua carriera quasi interamente al Lecco, al quale è arrivato nel 1953 dopo aver militato nel Verdello, nel Ponte San Pietro e nel Pavia, in Serie C.
Con la maglia bluceleste milita per undici stagioni consecutive, esordendo nel campionato di Serie C 1953-1954 nella partita Lucchese-Lecco (1-2) del 13 settembre 1953. Duzioni diventa immediatamente titolare del ruolo di mediano sinistro, conquistando nel 1957 la promozione in Serie B e quella nella massima serie al termine del campionato di Serie B 1959-1960, quest'ultima con i galloni di capitano.
Esordisce in Serie A a 31 anni, il 15 settembre 1960 nella sconfitta per 4-0 sul campo della Fiorentina. Nelle due stagioni dei lecchesi nella massima serie (1960-1961 e 1962-1962) scenderà in campo 68 volte su 68 partite giocate, detenendo così il record di presenze in Serie A con la maglia del Lecco. Realizza anche due reti, una delle quali dà il via alla rimonta lecchese nel pareggio interno per 2-2 contro la Juventus, il 1º gennaio 1961. Il 6 novembre 1962 viene premiato per aver giocato consecutivamente 250 partite di campionato con la maglia del Lecco, squadra in cui milita fino al 1964 per un totale di 357 presenze e 6 reti, distribuite su quattro campionati di Serie C, cinque di Serie B e due di Serie A.
Terminata l'avventura con il Lecco, ottiene la lista premio e nel settembre del 1964 si trasferisce al Piacenza, neopromosso in Serie C, con un contratto a gettone: vi rimane per due stagioni, collezionando in tutto 40 presenze e 2 reti. Sul finire della prima stagione viene chiamato a sostituire l'allenatore Francesco Meregalli, esonerato per dissidi con la dirigenza, mentre nella stagione 1965-1966 affianca all'attività agonistica quella di allenatore della formazione juniores.
Chiude la carriera con tre stagioni nel Borgomanero, in Serie D, dove svolge anche le mansioni di allenatore.

### Allenatore
In seguito siede sulla panchina del Fanfulla, tra il 1969 e il 1975, con l'intermezzo di pochi mesi all'Imperia nelle prime giornate del campionato di Serie D 1973-1974. Tra il 1975 e il 1983 è nel settore giovanile dell'Atalanta; allena poi il Verdello, tra il 1985 e il 1988, nel campionato di Promozione lombarda.

## Dopo il ritiro
Lasciato il mondo del calcio, diventa imprenditore fondando un'azienda nel settore del materiale elettrico, poi trasmessa alle figlie.

## Palmarès

### Club

#### Competizioni nazionali
- Serie C: 1

Pavia: 1952-1953